# Рижкін Володимир Олексійович

Володимир Олексійович Рижкін (29 грудня 1930, Москва, РРФСР, СРСР — 19 травня 2011, Москва, Росія) — радянський футболіст, нападник. Заслужений майстер спорту СРСР (1957). Олімпійський чемпіон 1956.

## Життєпис
Вихованець юнацької команди «Металург» Москва. Армійську службу проходив у команді мінського окружного Будинку офіцерів, а 1951 року був переведений до ЦДСА. Через рік команду розформували, і Рижкіна перевели до Калініна, де базувався спортивний штаб Московського військового округу. Після розформування команди МВО Рижкін перейшов у московське «Динамо» і відіграв у команді 9 сезонів, здобувши шість медалей чемпіонату СРСР — три золоті, дві срібні та одну бронзову і вигравши у 1953 році Кубок СРСР.
За збірну СРСР провів 4 неофіційні матчі у 1954 році проти Болгарії та Польщі, 5 офіційних матчів у 1956—1957, у тому числі три — у складі олімпійської збірної.
Після закінчення спортивної кар'єри працював дипломатичним кур'єром з 1963 по 1991.
Помер 19 травня 2011 року.

## Досягнення
- Чемпіон СРСР (3): 1954, 1955, 1957.

Срібний призер (2): 1956, 1958.
Бронзовий призер (1): 1960
- Володар Кубка СРСР (1): 1953.
- Чемпіон Олімпійських ігор 1956
- У Списку 33 найкращих футболістів сезону в СРСР 3 рази за № 2 (1955—1957).